# Schinus pearcei
Espèce
Classification phylogénétique
Statut de conservation UICN

 DD  : Données insuffisantes
Schinus pearcei est une espèce de plante du genre Schinus et de la famille des Anacardiaceae.

## Distribution
Schinus pearcei est situé notamment en Amérique latine. Plus précisément au Chili , au Pérou ainsi qu'en Bolivie.